# Provensálské Alpy
Provensálské Alpy jsou pohoří nacházející se v jižní Francii v departementu Alpes-de-Haute-Provence. Geograficky se řadí do Západních Alp. Hlavním stavebním kamenem pohoří je vápenec. Nejvyšší hora je Tête de l'Estrop (2961 m).

## Poloha
Na severu tvoří hranici pohoří silniční sedlo Col d'Allos (2247 m) a přehradní jezero Serre-Poncon. Na západě je hranice vymezena údolím řeky Durance. Na východě a severovýchodě sousedí pohoří s vyššími Kottickými Alpami. Jih masivu je ohraničen Středozemním mořem. Podél pobřeží se táhnou horské masivy Esterel a Maures.

## Charakteristika a členění
Provensálské Alpy jsou krajinně velmi pestré a přitom rozlehlé pohoří. Celková plocha je 9300 km². Celé území masivu je plné hlubokých dolin, soutěsek a kaňonů v kterých tečou divoké řeky jako Verdon, Bevera či Loup. Tyto vodou vyhloubené kaňony mají stěny vysoké až několik set metrů. Sever masivu ještě má velehorský charakter a lze je přiřazován k Alpám (Trois-Évêchés a Digne). Jižní, přímořské celky Maures a Esterel jsou geologicky velmi staré a k Alpám se již nezařazují. Přesto jsou součástí horstva Provensálských Alp.

### Trois-Évêchés

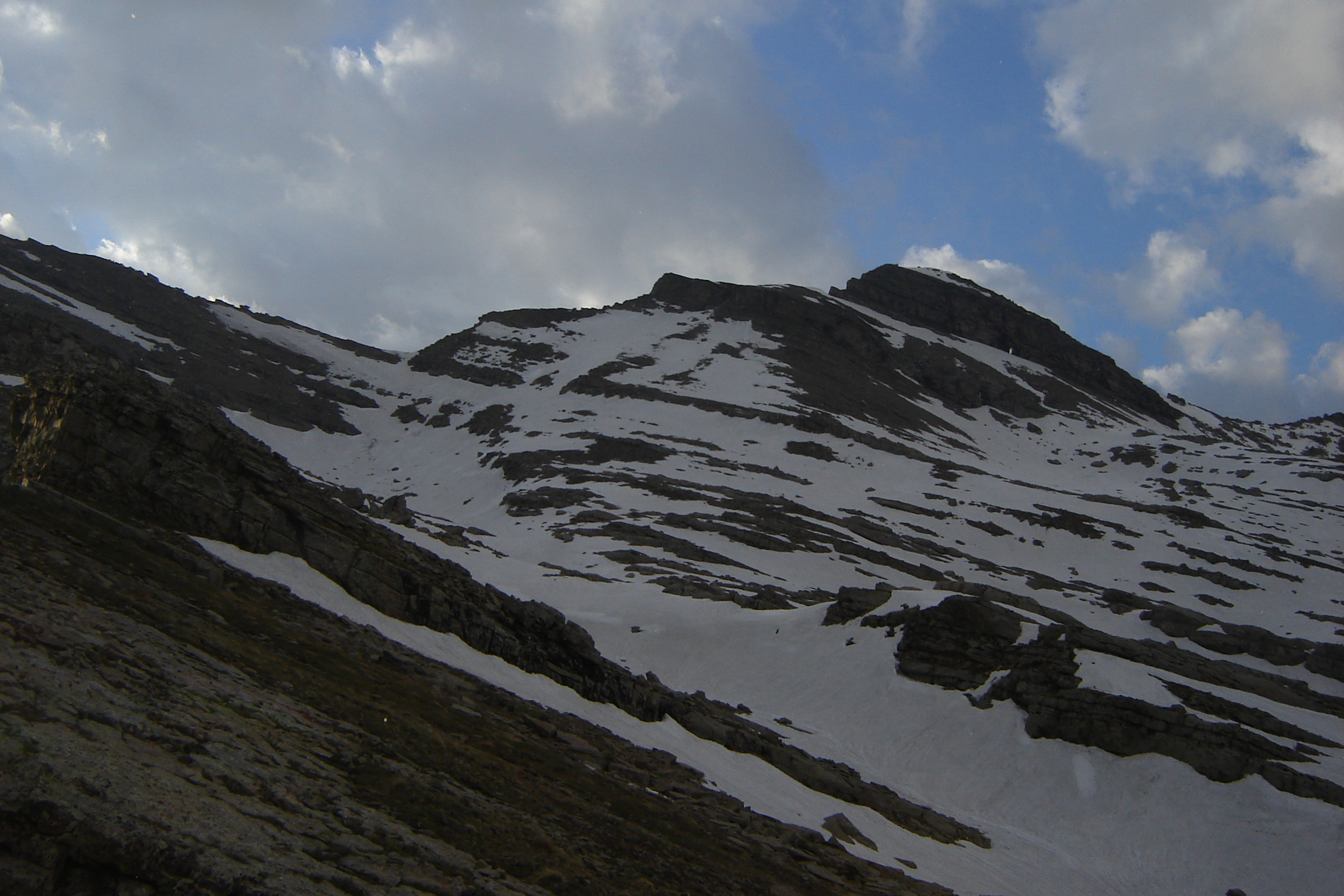
Pod vrcholem Tête de l'Estrop

Trois-Évêchés je nejvyšší skupiny pohoří, kde se nachází nejvyšší vrchol Tête de l'Estrop. Zřejmě nejpůsobivějším štítem celého pohoří je Grande Séolane (2909 m). Celek je tvořen metamorfovanými horninami jako jsou pískovec a žula. Na východě a jihovýchodě sousedí se skupinou Přímořských Alp, masivem Pelat (Mont Pelat, 3050 m).

#### Vrcholy
| - Tête de l'Estrop (2961 m) - Grande Séolane (2909 m) - Petite Séolane (2854 m) - Trois-Évêchés (2818 m) - Tête de Chabrière (2745 m) - Roche Close (2739 m) - Sommet du Caduc (2654 m) - Mourre-Gros (2652 m) - Montagne de la Blanche (2610 m) - Mées (2599 m) | - Tête de la Sestrière (2572 m) - Tête Noire (2560 m) - Sangraure (2560 m) - Dormillouse (2505 m) - Sommet du Tromas (2500 m) - Autapie (2426 m) - Sommet de Denjuan (2403 m) - Gros Tapy (2374 m) - Grand Croix (2369 m) - Montagne du Cheval Blanc (2323 m) |  |

### Digne

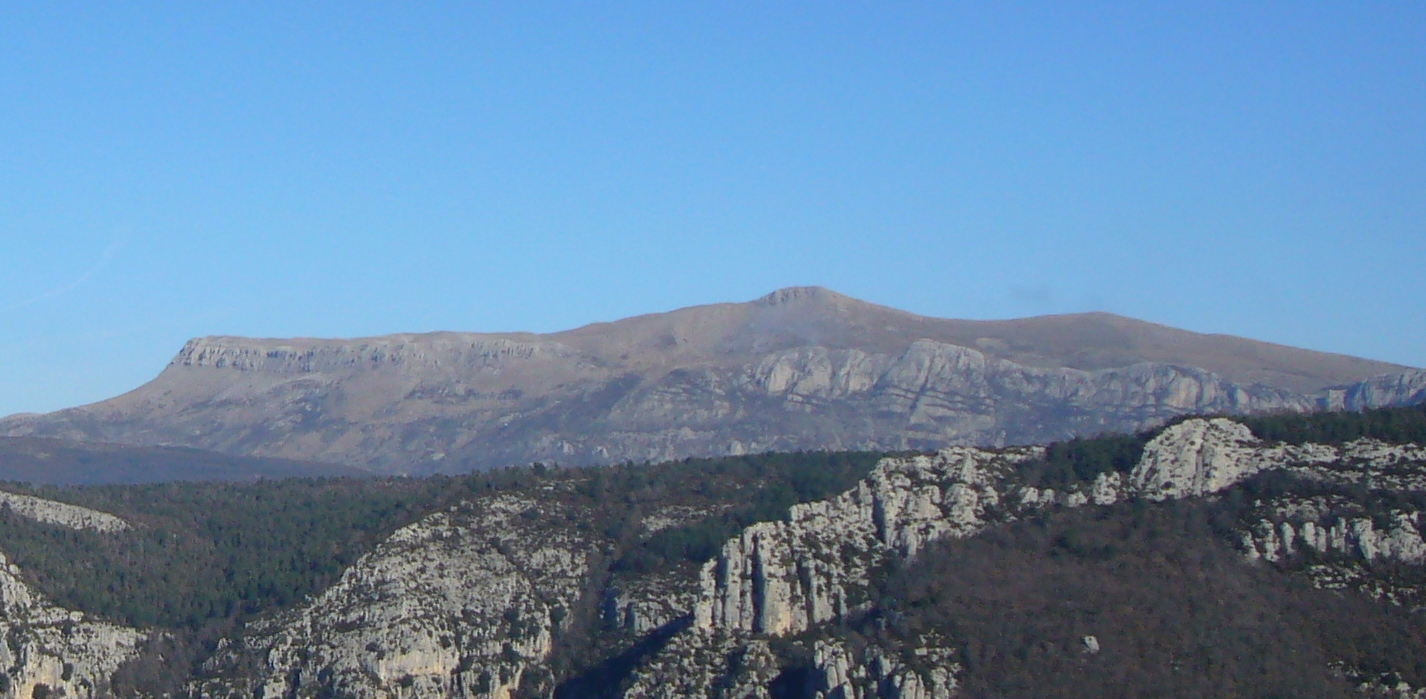
Mourre de Chanier

Digne je plošně nerozlehlejší celistvý masiv Provensálských Alp, které se dále na sever rozdělují na mnoho nesourodých malých horských masivů, jejichž struktura je velmi složitá. Masiv Digne je tvořen vápenci a sádrovci. Vrcholy zde lehce převyšují hranici 2000 m. Nejvyšším vrcholem je Monges (2115 m).

#### Vrcholy
| - Monges (2115 m) - Clot Ginoux (2112 m) - Oratoire (2071 m) - Tête Grosse (2032 m) - Laupie (2025 m) - Clos de Bouc (1962 m) - Montagne de Chine (1952 m) | - Mourre de Chanier (1930 m) - Marzenc (1930 m) - Sommet de Nibles (1909 m) - Mont Chiran (1905 m) - Mourre de Chanier (1898 m) - Grande Cloche de Barles (1887 m) - Montagne de Jouere (1886 m) |  |

### Esterel

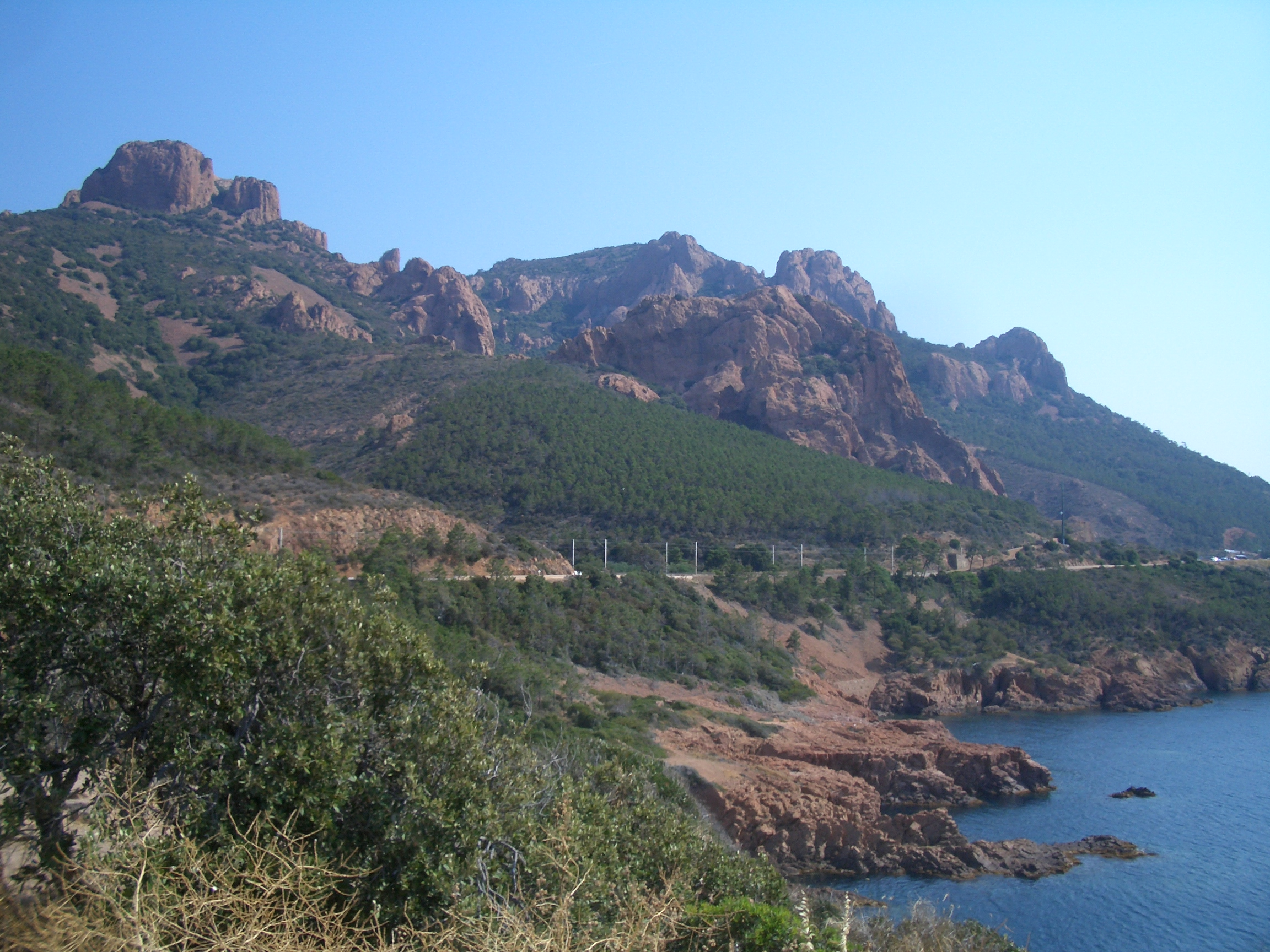
Cap l'Esterel

Esterel je přímořská oblast Provensálských Alp která dosahuje svou nejvyšší výšku 618 m v kulminantním bodě Le mont Vinaigre. Stáří masivu se odhaduje na 250 mil. let a celková rozloha činí 320 km². Pohoří je tvořeno magmatickými horninami čedičem a ryolitem.

#### Vrcholy
- Le mont Vinaigre (618 m)
- Les Suvières (558 m)
- Pic de l'Ours (492 m)
- Cap Roux (453 m)
- Pic d'Aurelle (322 m)
- Rastel d'Agay (287 m)

### Maures
Maures je opět horstvo, které lemuje Středozemní moře. Nejvyšším vrcholem je Signal de la Sauvette (780 m). Maures je tvořeno žulou, graptolitem a amfibolitem.

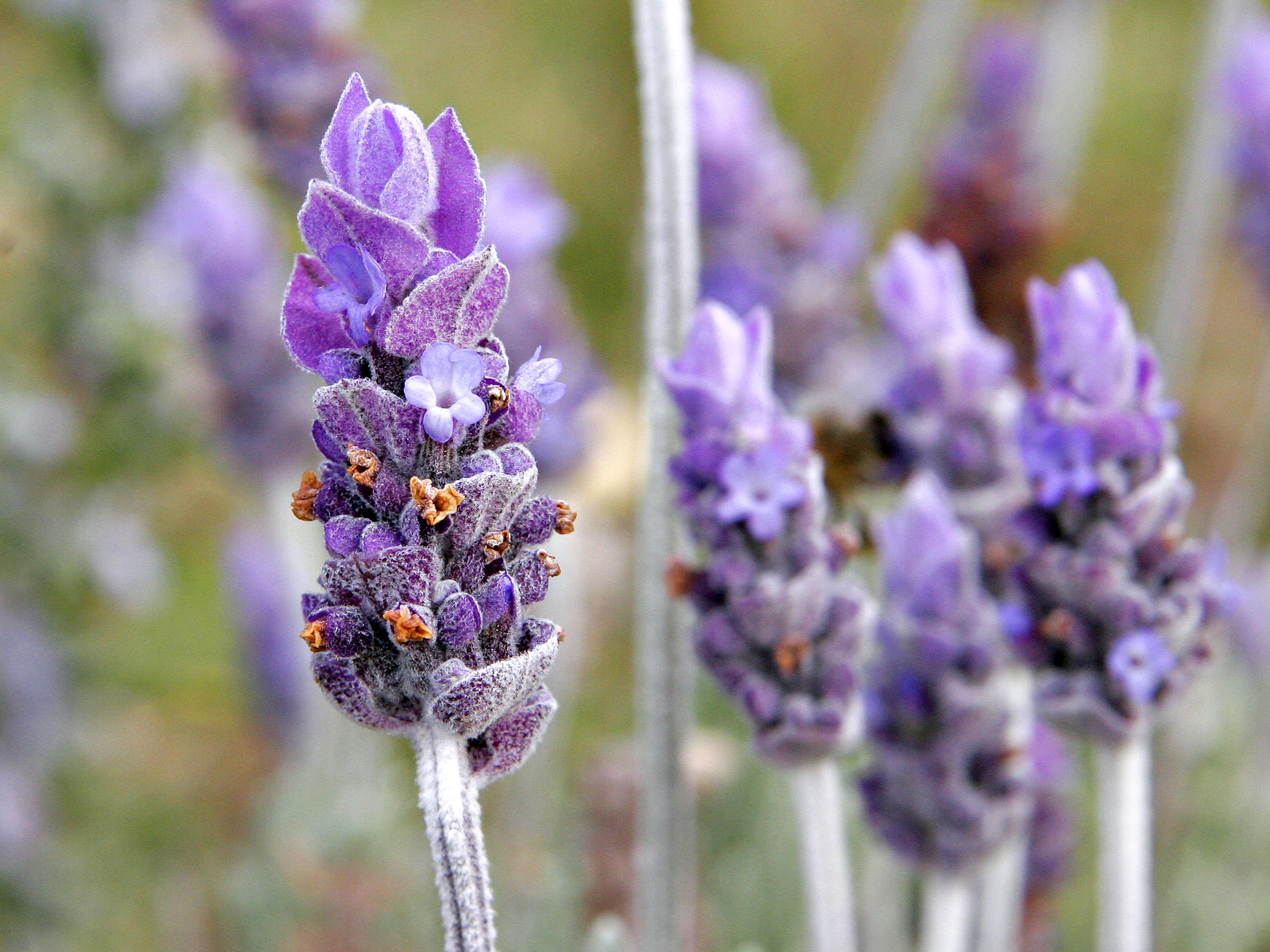
Levandule

## Příroda
Rostlinstvo je v oblasti teplých Provensálských Alp velmi pestré. Nalezneme zde i zástupce středomořské flory jako například pinie, cypřiše, jedlé kaštany či olivy. Daří se zde i pistáciím, pomerančovníkům a citroníkům. Zcela na jihu rostou opuncie, agáve, kaktusy a aloe. Nejcharakterističtější rostlinou oblasti Provence je však levandule, jejíž modré květy a omamná vůně je symbolem jižní Francie. V masivu Maures roste mnoho druhů orchidejí a nacházejí se zde masivní porosty dubu korkového.

## Turistická střediska
- Grand-Puy (Seyne) - Digne
- Chabanon (Selonnet) - Digne
- Val d'Allos - Trois-Évêchés
- Pra Loup - Trois-Évêchés

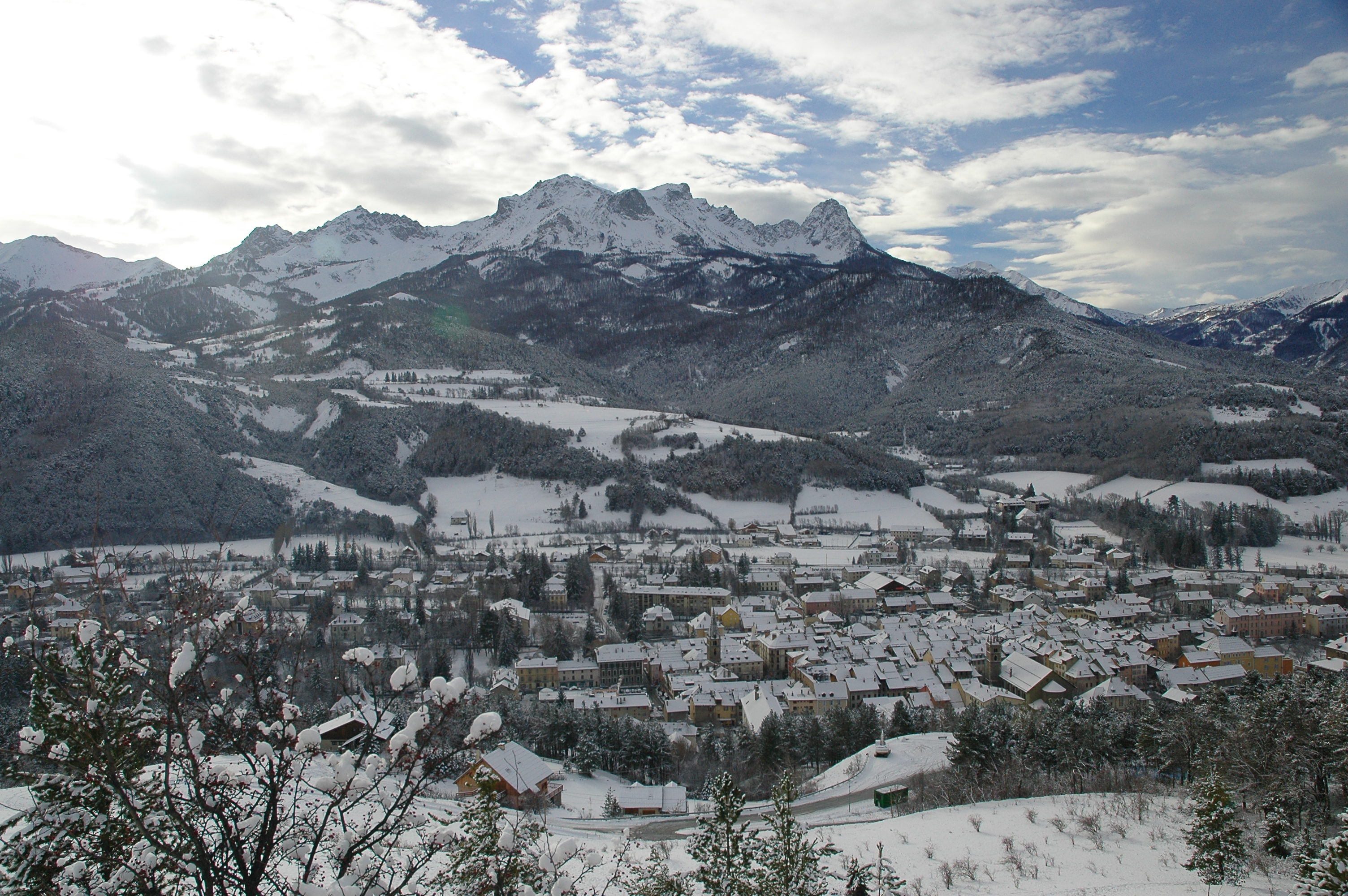
Barcelonnette l'hiver

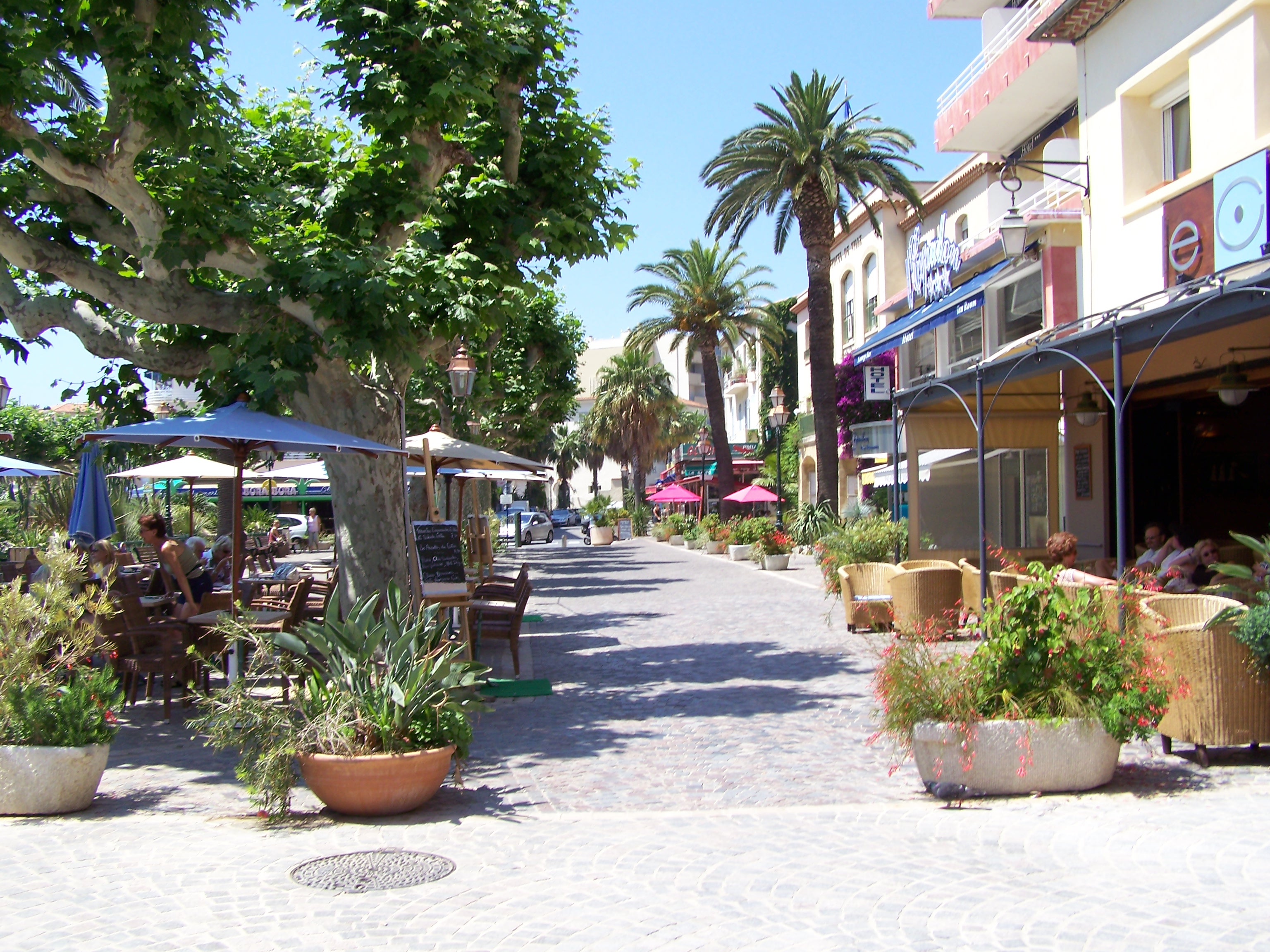
Přímořské letovisko Le Lavandou

- Saint-Jean-Montclar - Trois-Évêchés
- Bormes-les-Mimosas - Maures
- Le Lavandou - Maures
- Cavalaire-sur-Mer - Maures
- Saint-Tropez - Maures
- Sainte-Maxime - Maures
- Saint-Raphaël - Esterel
- Agay - Esterel
- Cannes - Esterel
- Le Trayas - Esterel